# Nyomdászat Erdélyben
Nyomdászat Erdélyben (1918-1989) Az erdélyi nyomdászat a kezdet kezdetén – de még azután évszázadokig – elválaszthatatlan a könyvkiadástól, majd az időszaki sajtó megjelenése után a sajtó történetétől. Szerepét az irodalmi nyelv és helyesírás kialakulásának folyamatában a 16. századtól kezdte betölteni.

## Előzmények
Az első erdélyi nyomdák 1529-ben Nagyszebenben és 1535-ben Brassóban létesült szász nyomdák voltak, amelyekben azonban magyar nyelvű művek is jelentek meg. A növekvő magyar olvasmányigény kielégítésére Heltai Gáspár Kolozsváron már 1550-ben, a Bécsből Erdélybe telepedett Hoffhalterek pedig Nagyváradon 1565-ben alapítottak nyomdát. A 16. század második felében ezeket követte a gyulafehérvári (1567), a szászvárosi (1581), az abrudbányai (1596) könyvnyomtató műhely, amelyekben együttesen 242 könyv készült e században, s ezek közül 134 volt magyar nyelvű (103 latin, 5 német vagy román). A nyomtatott könyv iránti érdeklődést s az anyanyelvű magyar könyvkiadást a protestáns-katolikus hitviták is fokozták.
A 17. században újabb nyomdaalapításokról vannak adataink: Szenczi Kertész Ábrahám Nagyváradon 1640-ben alapított nyomdát, amely 1659-ben Kolozsvárra költözött, ahol 1693-tól Misztótfalusi Kis Miklósnak, 1696-tól pedig az unitárius egyházközségnek is működött nyomdája. További könyvnyomtató műhelyekkel gyarapodott az erdélyi nyomdászat a 18. században: Balázsfalván (1744), Nagykárolyban (1754), Nagyenyeden (1765), Temesváron (1771), Besztercén (1773), Marosvásárhelyen (1785), Gyulafehérváron (1778), sőt Bihardiószegen (1788) alapított nyomdákról tudunk. A 19. század első felében Arad (1819), Máramarossziget (1829), Szatmárnémeti (1846), Kézdivásárhely és Lugos (mindkettő 1848) csatlakozott a sorhoz; a század második felében pedig az iparosodás hullámában közepes, sőt törpenyomdák sokasága jött létre (számuk az első világháborúig eléri a másfél százat). A nyomdatörténész Krizsó Kálmán adatai szerint 1918-ban 69 erdélyi helységben összesen 238 nyomda volt magyar tulajdonban, s ezekben állították elő az erdélyi magyar könyvek és sajtótermékek 70-75%-át.

## Az I. világháború után
Az 1918-as hatalomváltozást és a trianoni békeszerződést követő évtizedekben – a két világháború között –, a román tőke erőteljes előretörése következtében a magyar nyomdászat helyzete hátrányosan változott meg. A nagy gazdasági világválság miatt számos kis nyomdának be kellett zárnia kapuit. De a sok évtizedes, sőt évszázados hagyományokra épülő erdélyi magyar nyomdászat ebben az időszakban is erős gazdasági és szellemi tényező maradt. Monoki Istvánnak az 1919-1941-es időszak romániai magyar könyvtermelését összegező adatai szerint a 22 év alatt kiadott 6968 könyv 70 erdélyi és Kárpátokon túli nyomdában jelent meg; ennek a könyvmennyiségnek 22,5%-a (1563 mű) a kolozsvári Minerva Irodalmi és Nyomdai Műintézet Rt. műhelyeiben készült. Jellemző a könyvtermelés elaprózottságára, hogy 67 helységben működő 287 nyomda 10-nél kevesebb művet jelentetett meg, 10-50 művet 27 helységben működő 87 nyomda, 51-100 művet 6 helységben működő 14 nyomda (a Brassói Lapok Könyvnyomdája, a dicsőszentmártoni Erzsébet Könyvnyomda, a kolozsvári Concordia, Deutsche Bote, Fraternitas, Graphic Record, Gutenberg, Pallas, Providentia, Schildkraut, a lugosi Husvéth és Hoffer, a szatmárnémeti Szabadsajtó, valamint a székelyudvarhelyi Globus és Könyvnyomda Rt. – összesen 103 művet, azaz a 22 év alatti könyvtermés 1,48%-át) és 5 helységben működő 11 nyomda (az aradi Vasárnap, a kolozsvári Corvin, Gloria, Grafica, Lapkiadó és Szent Bonaventura, a nagyváradi Kálvin, Sonnenfeld és Szent László Nyomda, a temesvári Moravetz Testvérek Könyvnyomdája és a tordai Füsi József-nyomda) összesen 1369 művet, azaz 19,65%-ot.
A két háború közötti időszakban a romániai magyar könyvtermelésben a vezető szerep Kolozsváré, amelynek 86 nyomdájában 3487 mű jelent meg, az össz-könyvtermés 50,04%-a; Nagyvárad, Temesvár, Szatmárnémeti és Arad összesen 157 nyomdájában 1570 mű, az össz-könyvtermés 22,53%-a; Brassó 19 nyomdájában 274 mű, Bukarest 45 nyomdájában összesen 113 magyar mű jelenik meg. A Székelyföld ipari elmaradottságára vet fényt az, hogy tizenkét helység (Marosvásárhely, Székelyudvarhely, Sepsiszentgyörgy, Kézdivásárhely, Csíkszereda, Székelykeresztúr, Gyergyószentmiklós, Kovászna, Barót, Szászrégen, Marosludas és Nyárádszereda) összesen 62 nyomdájában 575 mű jelent meg, abból is 373 a termelés csökkenő sorrendjében felsoroltak közül az első két városban.

## A II. világháború után
A romániai magyar nyomdászatot a II. világháború és az azt követő újabb hatalomváltozás megviselte. Dél-Erdély magyar könyvkiadása az 1940-44 közötti időszakban szinte jelképesre zsugorodott (Brassóban 1942-ben mindössze 2 mű, 1943-44-ben már egy sem jelent meg, Temesvár 13, 9, 15 művel, Nagyenyed – ahová a Brassói Lapok nyomdáját és személyzetét közmegegyezéssel átköltöztették, megteremtve a Bethlen-nyomdát – 27, 18, 11 művel, Arad 6, 7, 1 művel, Lugos, Gyulafehérvár, Déva, Bukarest 2-2 művel szerepelt). A háború utáni első évek mutatnak ugyan némi fellendülést: 1944-49 között összesen 1775 önálló mű jelent meg 23 városban, s ennek a könyvtermelésnek a központja még mindig Kolozsvár (779 művel), de közvetlenül utána már Bukarest következik (613 művel, amelyből 365 az 1949-es év termése), hogy az 1950-53-as időszakra megcserélődjék a sorrend (Bukarest 574, Kolozsvár 537), jeléül a kommunista hatalomátvételt és az államosítást követő erőteljes központosításnak. Kis és közepes teljesítményű egykori magánnyomdák százainak felszerelését küldték ócskavastelepre, a megmaradt – főként tartományi székhelyeken működő – nagyobb nyomdákat pedig központi nyomdaipari trösztöknek rendelték alá.
Az 1968-as közigazgatási átszervezés ("megyésítés") jó néhány erdélyi városban a megyeközpontok iparosításának hullámában új nyomdák létesítését is magával hozta. Ekkor kapott újra, korábban felszámolt vagy helyi szinten megrekedt műhelye helyett – legalább megyei napilap és helyi kiadványok kivitelezésére alkalmas – nyomdát Sepsiszentgyörgy, Csíkszereda, Marosvásárhely, Nagybánya, Zilah, Beszterce, ekkor került sor új és modern felszerelésű nyomdaipari vállalatok kiépítésére Kolozsváron, Nagyváradon, Temesváron, s ezeknek a vállalatoknak a magyar könyvtermelésben is megvolt a maguk szerepe, hiszen a "nyomdatér" központi elosztása során számukra előnyt jelent a magyar nyelvet ismerő nyomdai személyzet is. Majd csak az 1980-as évektől vált uralkodóvá a "nyomdatér" központi elosztásában egy új irányzat: a magyar könyvkiadás elszakításának törekvése – a technika útján is – természetes nyelvi közegétől. Mind gyakoribbak az olyan esetek, amikor magyar részleggel is működő kiadók a nyelvet egyáltalán nem ismerő román nyomdász (szedő, korrektor)-személyzettel kénytelenek dolgozni, s a "felsőbb szervek" irányában nem számít érvnek az, hogy ugyanakkor az erdélyi városok többségben még mindig magyar személyzete román nyelvű könyvek kivitelezését kapja feladatul.
A központi elnemzetietlenítő program része a magyar nyomdászutánpótlás elsorvasztása. Nyomdaipari szakképesítést csak román nyelven és csak a Kárpátokon túli szakiskolákban lehetett nyerni, ahová a magyar jelöltek bejutási esélyei minimálisak. A kiöregedő régi szakemberek helyét "jó származású" Kárpátokon túliakkal töltik be. A magyar nyomdász szakemberek közül igen sokan a Magyarországra vagy nyugatabbra való kitelepedést választották.
Az 1989-es romániai forradalom a nyomdaiparban is meghozta a privatizáció lehetőségét, mégpedig határon túli segítséggel létrehozott új nyomdai műhelyek, nyomdavállalatok formájában. Az első évek sajtókonjunktúrája ugyan egyelőre hátrányos helyzetbe hozta a könyvkiadást, de másfelől serkentette az új – s immár számítógépes rendszerrel felszerelt – nyomdai műhelyek létrejöttét. Az 1992-93-as években megjelent 357 magyar könyv nyomdai kivitelezésében már 34 nyomda vett részt, s ezek sorában 29 a változás után létesített magánnyomda: közülük a kolozsvári Garamond, Gloria, Écriture-Sajtóház és Misztótfalusi Kis Miklós Sajtóközpont, a nagyváradi Analog és Enacon, a marosvásárhelyi Custos és Lyra, a székelyudvarhelyi Infopress, a csíkszeredai Alutus, a sepsiszentgyörgyi Trisedes Press a legjelentősebbek. Ezek a nyomdák – s a mellettük létesült, sokszor már igen komoly modern felszereléssel és szakszemélyzettel rendelkező számítógépes kft.-k – egy önálló magyar könyvtermelés lehetőségét hordozták magukban. Az általuk kivitelezett könyvek egyike-másika műszaki-tipográfiai szempontból sem marad el hasonló külföldi kiadványok mögött.